# Rünenberg
Rünenberg is een gemeente en plaats in het Zwitserse kanton Basel-Landschaft, en maakt deel uit van het district Sissach.
Rünenberg telt 764 inwoners.